# Pakisztán közigazgatása
A Pakisztáni Iszlám Köztársaság az 1973-as alkotmány alapján egy szövetségi állam.

## Jelenleg
Pakisztán 2020 táján a következő adminisztratív területekre van felosztva:
| Név                         | Név (urdu)             | Röv. | Székhely     | 2 legf. város | embléma | zászló | térkép |   | népesség (2017) | terület (km2) | népsűrűség (fő per km2) |
| --------------------------- | ---------------------- | ---- | ------------ | ------------- | ------- | ------ | ------ | - | --------------- | ------------- | ----------------------- |
| Aszad Kasmír                | آزاد جموں و کشمیر      | AJK  | Muzaffarabad | Mirpur        |         |        |        | 6 | 4 045 366       | 13 297        | 223,55                  |
| Beludzsisztán               | بلوچستان               | BL   | Kvetta       | Khuzdar       |         |        |        | 1 | 12 344 408      | 347 190       | 37,91                   |
| Gilgit-Baltisztán           | گلگت بلتستان           | GB   | Gilgit       | Skardu        | N/A     |        |        | 7 | 1 249 000       | 64 817        | 26                      |
| Iszlamabad Fővárosi Terület | اسلام آباد دار الحکومت | ICT  | Iszlámábád   | N/A           | N/A     | N/A    |        | 5 | 2 006 572       | 906           | 1271,38                 |
| Haibar-Pahtúnhva            | خیبرپختونخوا           | KP   | Pesavar      | Mardan        |         |        |        | 2 | 35 525 047      | 101 741       | 349,17                  |
| Pandzsáb                    | پنجاب                  | PJ   | Lahor        | Fajszalábád   |         |        |        | 3 | 110 012 442     | 205 344       | 535,74                  |
| Szindh                      | سندھ                   | SN   | Karacsi      | Hiderábád     |         |        |        | 4 | 47 886 051      | 140 914       | 339,82                  |
| Pakisztán össz.             | پاکستان                | PAK  | Iszlámábád   |               |         |        |        |   | 214 261 409     | 874 209       | 223,79                  |

## Korábban
Négy tartományra, egy fővárosi területre és három további közigazgatási területre volt felosztva. Ezeknél alacsonyabb közigazgatási felosztás a divízió (34), amelyek további kerületekre (149), azok pedig al-kerületekre (588) vannak felosztva.
| Rövidítés | Adminisztratív terület                         | Területben és népességben hasonló ország                 | Székhely     | Népesség (2012) | Terület (km²) | Népsűrűség (fő/km²) | Térkép |
| --------- | ---------------------------------------------- | -------------------------------------------------------- | ------------ | --------------- | ------------- | ------------------- | ------ |
| AJK       | Aszad Kasmír (آزاد کشمیر)                      | Montenegró (terület) · Örményország (népesség)           | Muzaffarabad | 2 972 501       | 13 297        | 223,5               |        |
| BN        | Beludzsisztán (بلوچستان)                       | Németország (terület) · Belgium (népesség)               | Kvetta       | 13 162 222      | 347 190       | 37,9                |        |
| FATA      | Törzsi területek (وفاقی قبائلی علاقہ جات)      | Haiti (terület) · Kuvait (népesség)                      | Pesavar      | 3 930 419       | 27 220        | 144,39              |        |
| GB        | Gilgit-Baltisztán (گلگت بلتستان)               | Panama (terület) · Bahrein (népesség)                    | Gilgit       | 1 441 523       | 72 971        | 19,7                |        |
| ICT       | Iszlámábád fővárosi terület (وفاقی دارالحکومت) | São Tomé és Príncipe (terület) · Mauritius (népesség)    | Iszlámábád   | 1 151 868       | 906           | 1,271               |        |
| KP        | Haibar-Pahtúnhva (خیبرپختونخوا)                | Panama (terület) · Afganisztán (népesség)                | Pesavar      | 26 896 829      | 74 521        | 360,9               |        |
| PB        | Pandzsáb (پنجاب)                               | Fehéroroszország (terület) · Egyiptom (népesség)         | Lahore       | 91 379 615      | 205 344       | 445                 |        |
| SD        | Szindh                                         | Banglades (terület) · Dél-afrikai Köztársaság (népesség) | Karachi      | 55 245 497      | 140 914       | 392                 |        |
|           | Pakisztán (پاکستان)                            | Venezuela (terület) · Brazília (népesség)                | Iszlamábád   | 197 361 700     | 882 363       | 224                 |        |

## Fordítás
- Ez a szócikk részben vagy egészben  az   Administrative_units_of_Pakistan című angol Wikipédia-szócikk fordításán alapul.  Az eredeti cikk szerkesztőit annak laptörténete sorolja fel. Ez a jelzés csupán a megfogalmazás eredetét és a szerzői jogokat jelzi, nem szolgál a cikkben szereplő információk forrásmegjelöléseként.